# Lijst van beschermd erfgoed in de gemeente Bourscheid
In deze lijst van beschermd erfgoed in de gemeente Bourscheid zijn alle geclassificeerde nationale monumenten van de Luxemburgse gemeente Bourscheid opgenomen.

## Monumenten per plaats

### Bourscheid
| Object                       | Bouwjaar/architect | Locatie | Datum beschermd?   | Coördinaten | Afbeelding |
| ---------------------------- | ------------------ | ------- | ------------------ | ----------- | ---------- |
| Ruïne van Kasteel Bourscheid |                    |         | 15 april 1936 (MN) |             |            |
| Kerk van Bourscheid          |                    |         | 4 mei 1971 (IS)    |             |            |

### Kehmen
| Object         | Bouwjaar/architect | Locatie      | Datum beschermd?   | Coördinaten | Afbeelding |
| -------------- | ------------------ | ------------ | ------------------ | ----------- | ---------- |
| Oude boerderij |                    | Uesperwee 20 | 23 maart 2011 (IS) |             |            |

## Bron
- Liste des immeubles et objets classés monuments nationaux ou inscrits à l'inventaire supplémentaire